# Bessais-le-Fromental
Bessais-le-Fromental är en kommun i departementet Cher i regionen Centre-Val de Loire i de centrala delarna av Frankrike. Kommunen ligger  i kantonen Charenton-du-Cher som tillhör arrondissementet Saint-Amand-Montrond. År 2022 hade Bessais-le-Fromental 293 invånare.

## Geografi
Kommunen ligger i södra Cher, nära Saint-Amand-Montrond och 50 km från Bourges.

## Befolkningsutveckling
Antalet invånare i kommunen Bessais-le-Fromental
Referens:INSEE